# Camponotus basuto
Camponotus basuto är en myrart som beskrevs av Arnold 1958. Camponotus basuto ingår i släktet hästmyror, och familjen myror. Inga underarter finns listade.